# جایزه فیلم هنگ کنگ
جایزه فیلم هنگ کنگ (چینی: 香港電影金像獎) که به اختصار «HKFA» نامیده می‌شود، نام یک جایزهٔ سینمایی در هنگ کنگ است که در سرزمین اصلی چین و تایوان هم از اهمیت به‌سزایی برخوردار است و همه‌ساله در ماه آوریل برگزار می‌گردد.
این جایزهٔ سینمایی، معادلِ هنگ کنگی جایزه‌های اسکار (در آمریکا) و بفتا (در انگلستان) است.